# Francesc Puigpelat
Francesc Puigpelat i Valls (Balaguer, Lérida, 25 de noviembre de 1959) es un escritor y periodista español. Se licenció en Filosofía en 1982, en la Universidad de Barcelona. Colabora habitualmente con el diario Avui y otros medios de comunicación escritos.

## Obra

### Narrativa corta
- 1990 Abralacabra
- 1990 El moment després
- 1993 L'obaga de la matinada
- 1995 El país del fum i altres narracions
- 1995 La caça i l'amor
- 1999 L'harmonia secreta: quatre narracions

### Novela
- 1993 Els altres
- 1995 La fletxa d'or
- 1996 Jocs de corrupció
- 1999 Apocalipsi blanc
- 2000 La PISTOLA d'Abdul·là
- 2001 La màquina de les ànimes
- 2003 Roger de Flor, el lleó de Constantinoble
- 2004 L'últim hivern de Ramon Llull
- 2005 Els llops

### Novelas de viajes
- 2001 La ruta dels almogàvers

## Premios
- 1995: Premio Joanot Martorell de narrativa por Jocs de corrupció.
- 1999: Premio Josep Pla por Apocalipsi blanc
- 2002: Premio Ciutat de Tarragona-Josep Pin i Soler de narrativa por Roger de Flor, el lleó de Constantinoble
- 2005: Premio Carlemany de novela por Els llops
- 2012: Premio de Novela Ciudad de Alcira por El retorn de Macbeth.